# Non serviam
För andra betydelser, se Non serviam (olika betydelser).
Non serviam är latin och betyder "jag tjänar inte" eller "jag tänker inte underordna mig", en fras som tillskrivs Lucifer, den fallna ängeln, när denne vägrar lyda Gud.
Denna mytologiska händelse har använts av John Milton i Det förlorade paradiset (1667), där Lucifer förklarar för Gud att "det är bättre att härska i helvetet än att tjäna i himmelen". Frasen har sedan tagits upp av James Joyce i den självbiografiska Porträtt av konstnären som ung (1916). Stephan Dedalus, Joyces alter ego, markerar med dessa ord sitt beslut att bli konstnär, snarare än att följa den väg som stakats ut för honom av kyrkan. Senare använde Gunnar Ekelöf frasen som titel på en diktsamling, Non Serviam (1945), och Ernst Nordin på bronsskulpturen Non Serviam (1980) på Malmskillnadsgatan i Stockholm, där flickan har Ekelöfs dikt på plattan framför sig.
Frasen används idag som ett motto för politiska, kulturella eller religiösa grupper för att uttrycka ovilja att anpassa sig till en rådande maktstruktur eller dominerande uppfattning. Det är till exempel namnet på ett svenskt black metal-band, Non Serviam, och på en svensk politisk nättidskrift.